# Кавказский пленник (фильм, 1975)
Кавказский пленник — советский художественный телефильм 1975 года киностудии Грузия-фильм по одноимённому рассказу Льва Толстого.

## Сюжет
Девочка Дина замечает, как в аул едут горцы и везут пленённого офицера Жилина. На ногу ему надевают колодки, отправляют в сарай и запирают дверь. Пленник вспоминает недавние события. Фоном идёт голос матери, написавшей ему письмо и звавшей к себе. Герой просит горцев попить, и они зовут Дину, которая подаёт Жилину кувшин с водой. Пленник благодарит девочку, а когда все уходят, она подсовывает ему под дверь лепёшку. Офицеру сообщили, что его хозяин Абдул просит выкуп и отпустит героя за 3000 монет.
Жилин говорит, что может отдать не больше 500 рублей, и ему не страшны угрозы смерти. Приводят Костылина. Тот уже написал письмо, чтобы прислали 5 тысяч. Жилин же соглашается написать письмо, но выдвигает ряд условий, которые горцам приходится выполнить. Когда пленники оказываются наедине, Костылин начинает сожалеть о произошедшем и пытается оправдаться, объясняя, что ружьё в нужный момент дало осечку. Жилин же углубляется в воспоминания, и перед зрителями появляется картина того момента.
Оказывается, что, увидев опасность, Костылин даже не вытащил ружья, бросившись бежать и забыв про Жилина, который кричал ему и просил помочь. Костылин спокоен, потому как знает, что должен прийти выкуп, а Жилин признаётся, что написал письмо так, чтобы оно не дошло. Поэтому единственный выход — это побег. Офицер начинает приманивать собаку, кормит её хлебом, чтобы в день побега она не подняла лай и не выдала его. Он сделал для Дины куклу, но одна из женщин выбила игрушку из рук девочки.
Жилин обещал ей сделать новую, ещё лучше. Он гуляет и разведывает местность, а также делает подкоп в своем сарае. Костылин же ничего не делает, только скучает. Он считает, что Жилин презирает его, но не может ничего изменить, потому что боится быть убитым.
Между тем Жилин выполняет обещание и дарит Дине куклу. Она очень обрадовалась и даже поклонилась пленнику. Пока герой узнавал местность, один из стариков аула ранил его. Жилин рассказал Костылину историю этого старика. Дина беспокоилась о пленнике и принесла ему молоко и лепёшку. Костылин предположил, что девочка влюбилась в офицера. Дождавшись, пока горцы уедут, Жилин решил подняться на вершину, посмотреть с высоты, куда можно убежать. Он убеждает мальчишку разрешить ему это сделать и обещает соорудить для него лук и стрелы.
Герой увидел русскую крепость, до которой около 15 вёрст. Ночью пленники бегут, но Костылин вскрикивает. Их замечают и возвращают назад, бросив в яму. Дина бросила туда еды и объяснила, что героев собираются убить. Она опустила в яму палку и помогла Жилину выбраться. Костылин решил остаться и ждать выкупа. Офицер дошёл до русской крепости, увидел своих, но его нагнали горцы. Далее следует сцена, на которой горец с рыжей бородой целится из ружья в Жилина, начавшего молиться, но внезапно Абдул плетью мешает прицельной стрельбе товарища. Кадры удаляющегося Абдула, выкрикивающего "Хорош Урус! Джигит Урус!" (т.е. Хороший Русский!, храбрый русский!) сменяются планами русских солдат и казаков, помогающих Жилину подняться на ноги. Героя посадили на коня и повезли в крепость.

## В ролях
| Актёр               | Роль         |
| ------------------- | ------------ |
| Юрий Назаров        | Жилин        |
| Ляля Ошеверова      | Дина         |
| Владимир Солодников | Костылин     |
| Гиви Чугуашвили     | Абдул-Мурат  |
| Амиран Кадейшвили   | Кази-Мугамед |
| Навруз Абдул-оглы   | слуга        |

## Съёмочная группа
| режиссёр   | Георгий Калатозишвили                   |
| сценарий   | Георгий Бадридзе, Георгий Калатозишвили |
| оператор   | Давид Схиртладзе                        |
| художник   | Реваз Мирзашвили                        |
| композитор | Гия Канчели                             |
| дирижёр    | Джансуг Кахидзе                         |